# Moloko
Moloko (Məlokwo) és un llengua afroasiàtica parlada al Camerun septentrional.